# Subfosilie

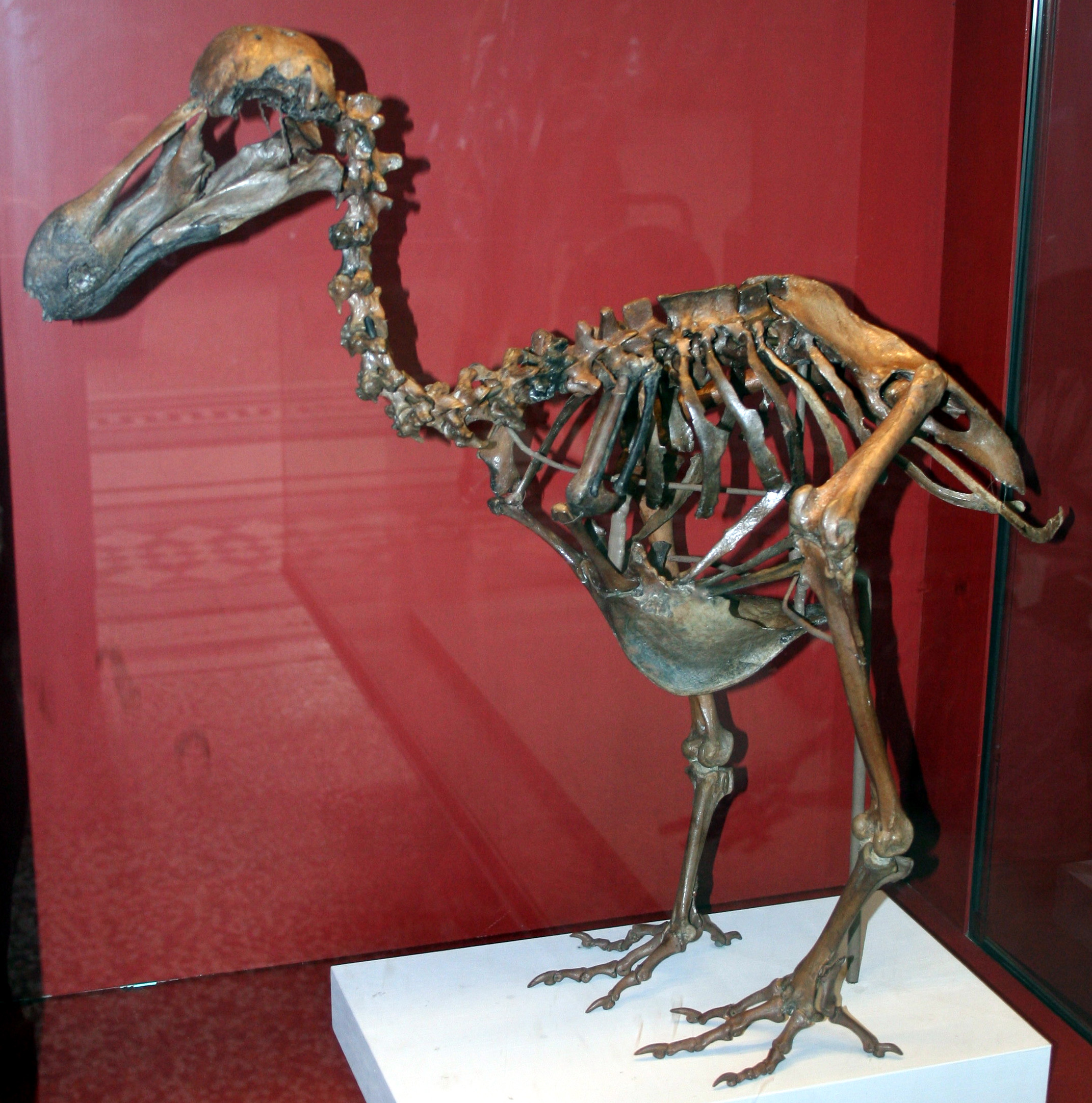
Subfosilní pozůstatky dronta

Subfosilie je termín pro zachovalé pozůstatky, jako jsou zbytky mrtvých organismů, koprolity, vývržky, ale např. i dochovaná hnízda, u nichž ještě nedošlo k dokončení procesu fosilizace a které obsahují organický materiál. Typickým důvodem bývá fakt, že na fosilizaci nebylo dostatečné množství času, případně k fosilizaci nebyly vhodné podmínky. Přítomnost organické složky umožňuje účinné využití radiokarbonové metody datování či extrakci a následné sekvenování DNA, proteinů či jiných biologických molekul. Izotopové poměry zjištěné studiem subfosilií mohou poskytnout cenné informace o tehdejších ekologických a klimatických podmínkách.
Subfosilie bývají často nalézány v depozičních prostředích, jako jsou jezerní a oceánské sedimenty či jeskyně a jejich převážná část je kvartérního stáří – staré subfosilní pozůstatky, jež pocházejí např. z mezozoika, jsou výjimečně vzácné, obvykle v pokročilém stavu rozkladu, a proto velmi sporné. Příkladem subfosilního naleziště může být mauricijská bažina Mare aux Songes, jež poskytla cenné pozůstatky dnes již vyhubených druhů, jako byl slavný pták dronte mauricijský. Místní nálezy byly datovány až do období asi 4 200 let př. n. l.